# Kabupaten Raja Ampat
Kabupaten Raja Ampat är ett kabupaten i Indonesien.   Det ligger i provinsen Papua Barat, i den östra delen av landet, 2 600 km öster om huvudstaden Jakarta. Antalet invånare är 42 507.